# Aldol

Algemene structuurformule van een aldol.

Een aldol is in de organische chemie een functionele groep, afgeleid van een aldehyde en een alcohol. Chemisch gezien is het een β-hydroxyaldehyde, aangezien de OH-groep in β-positie aan het koolstofatoom van de carbonylgroep hangt.
Aldolen vormen het reactieproduct van een aldolcondensatie. Het meest eenvoudige aldol is 3-hydroxybutanal, in de structuurformule hiernaast is R1 dan een CH3 groep terwijl  R2 een waterstofatoom is.